# Новокарский
Новокарский — хутор в Новокубанском районе Краснодарского края.
Входит в состав Ляпинского сельского поселения.

## География

### Улицы
- ул. Северная,
- ул. Степная,
- ул. Южная.